# Buick Park Avenue
O Park Avenue é um sedan de porte grande da Buick.

## Galeria

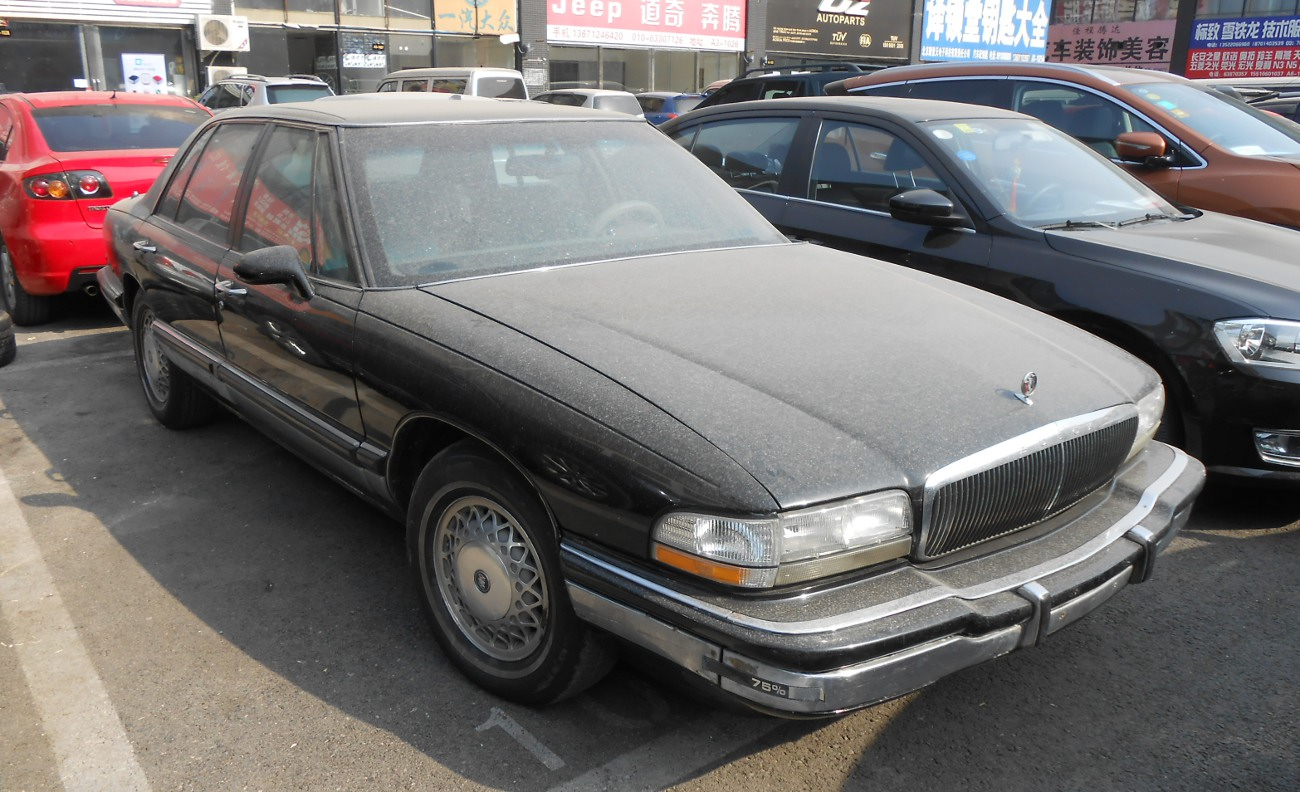
Buick Park Avenue 1ª geração 1991-1996
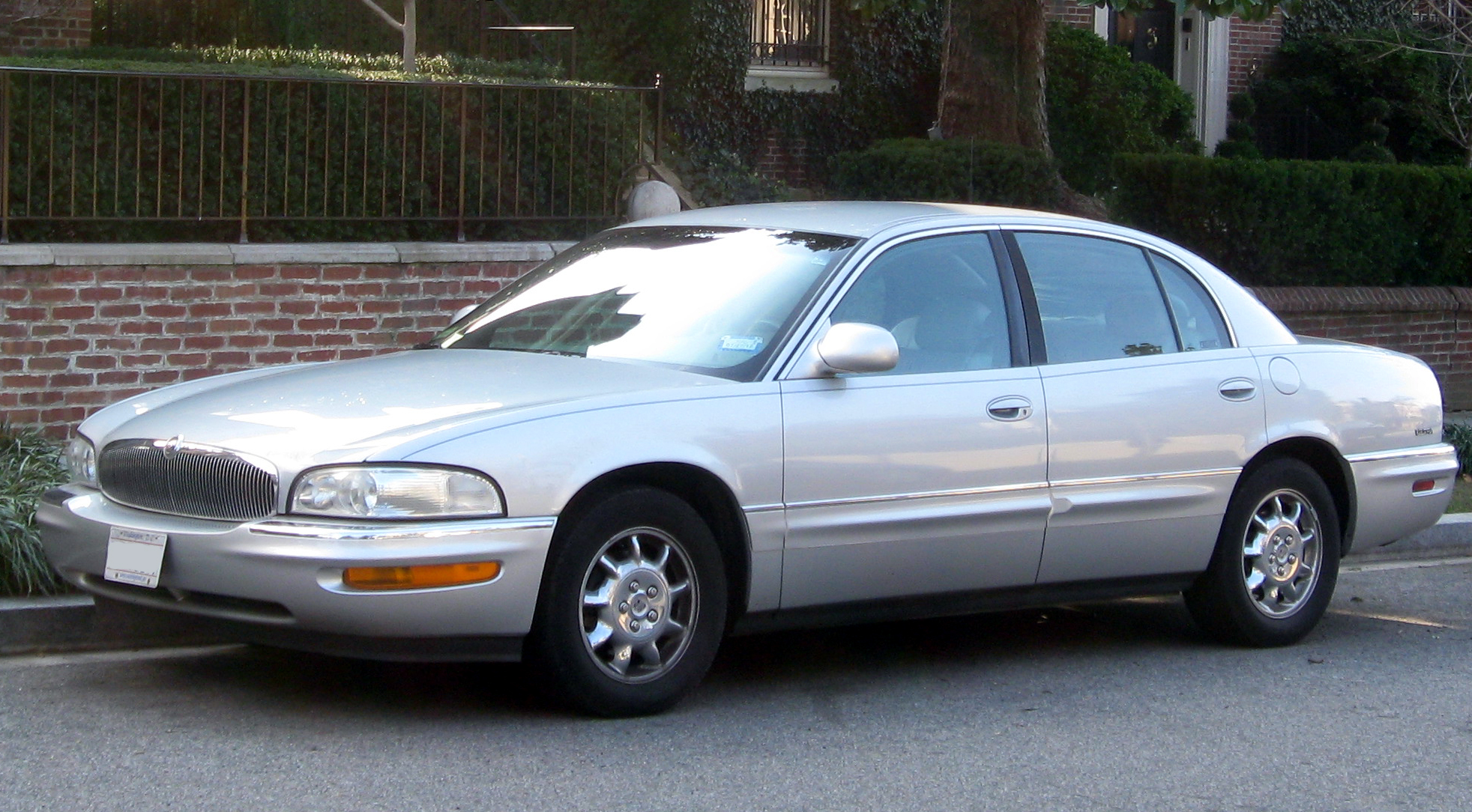
Buick Park Avenue 2ª geração 1997-2005
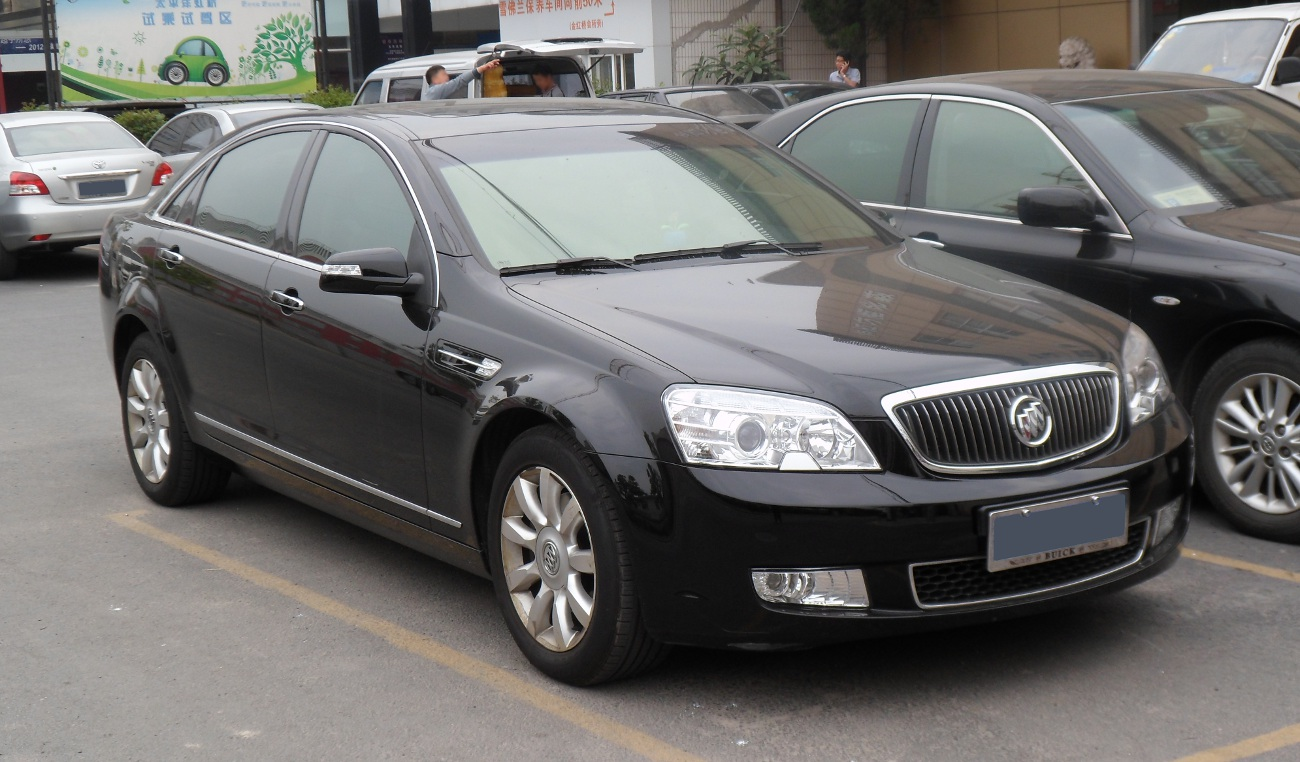
Buick Park Avenue 3ª geração 2005-presente